# Övre Husargatan
Övre Husargatan är en gata i stadsdelarna Annedal och Kommendantsängen i Göteborg. Den sträcker sig från Skanstorget till Linnéplatsen.

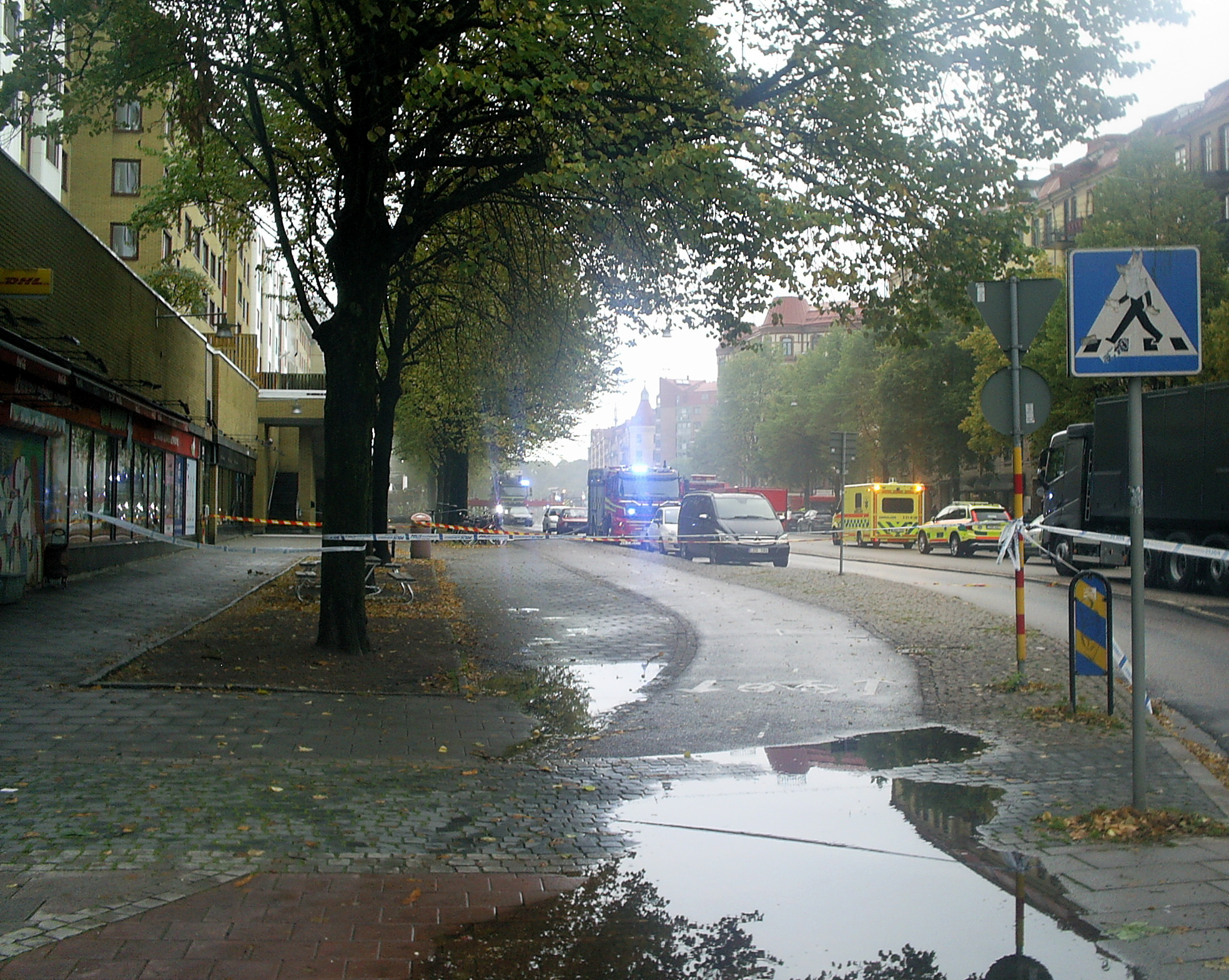
Övre Husargatan, med polisavspärrning på grund av explosion och brand hösten 2021.

Övre Husargatan fick sitt namn år 1876 och är en högre liggande fortsättning på Husargatan. Namnet Husargatan kommer av en avdelning av Kronprinsens husarregemente, som var förlagd vid Husargatans mynning i Södra Allégatan.